# Michał Samsonowicz
Michał Samsonowicz (ur. 7 sierpnia 1998) – polski koszykarz, występujący na pozycjach rozgrywającego lub rzucającego obrońcy, obecnie zawodnik Tauron GTK Gliwice.
31 lipca 2022 został zawodnikiem Suzuki Arki Gdynia. W listopadzie 2023 dołączył do Tauron GTK Gliwice.

## Osiągnięcia
Stan na 26 listopada 2023.

### Drużynowe
Młodzieżowe
- Brązowy medalista mistrzostw Polski:
  - juniorów starszych (2017)
  - juniorów (2015)

### Indywidualne
- Zaliczony do I składu grupy A II ligi (2021)[3]
- Lider I ligi w skuteczności rzutów wolnych (2020 – 90%)[4]

### Reprezentacja
- Uczestnik:
  - World Urban Games 3x3 U–23 (2019)
  - EYBL Final Four U–20 (2017)